# بامبيرابتور
البامبيراپتور (Bambiraptor) هو ديناصور ثيروپوداي درومايوصورياتي شبيه بالطيور عاش منذ 72 مليون سنة خلال فترة الطباشيري المتأخر.

## وصلات خارجية
- Details of the Oxford University Museum of Natural History exhibit (page 8)